# Paracharopa rimu
Paracharopa rimu är en snäckart som beskrevs av Frank Climo 1985. Paracharopa rimu ingår i släktet Paracharopa och familjen Charopidae. Inga underarter finns listade i Catalogue of Life.